# Kanton Montluçon-Sud
Der Kanton Montluçon-Sud war von 1973 bis 2015 ein französischer Wahlkreis im Arrondissement Montluçon, im Département Allier und in der Region Auvergne. Er umfasste vier Gemeinden und den südlichen Teil der Stadt Montluçon. Die landesweiten Änderungen in der Zusammensetzung der Kantone brachten im März 2015 seine Auflösung.

## Gemeinden
In der nachfolgenden Tabelle ist für alle Gemeinden jeweils die gesamte Einwohnerzahl angegeben.
| Gemeinde            | Einwohner Jahr | Fläche km² | Bevölkerungsdichte | Code INSEE | Postleitzahl |
| ------------------- | -------------- | ---------- | ------------------ | ---------- | ------------ |
| Lavault-Sainte-Anne | 1.126 (2013)   | –          | – Einw./km²        | 03140      | 03100        |
| Lignerolles         | 768 (2013)     | –          | – Einw./km²        | 03145      | 03410        |
| Montluçon           | 37.839 (2013)  | –          | – Einw./km²        | 03185      | 03100        |
| Néris-les-Bains     | 2.606 (2013)   | –          | – Einw./km²        | 03195      | 03310        |
| Teillet-Argenty     | 575 (2013)     | –          | – Einw./km²        | 03279      | 03410        |

## Einwohner
| Bevölkerungsentwicklung | Bevölkerungsentwicklung |
| Jahr                    | Einwohner               |
| ----------------------- | ----------------------- |
| 1990                    | 16.828                  |
| 1999                    | 16.359                  |
| 2006                    | 16.601                  |
| 2011                    | 15.602                  |

## Politik
| Vertreter im conseil général des Départements | Vertreter im conseil général des Départements | Vertreter im conseil général des Départements |
| Amtszeit                                      | Name                                          | Partei                                        |
| --------------------------------------------- | --------------------------------------------- | --------------------------------------------- |
| 18. März 2001 – 10. Juli 2004                 | Jean Gravier                                  | UDF                                           |
| 11. Juli 2004 – 15. März 2008                 | Mireille Schurch                              | PCF                                           |
| 16. März 2008 – 29. März 2015                 | Bernadette Vergne                             | URB                                           |